# Нант (футбольный клуб)
«Нант» (фр. Football Club de Nantes, МФА: [nɑ̃t] (слушать)о файле; брет. Naoned) — французский футбольный клуб из одноимённого города. Основан 12 апреля 1943 года. Домашние матчи проводит на стадионе «Стад Божуар-Луи Фонтено», вмещающем более 35 тысяч зрителей. «Нант» — один из наиболее титулованных клубов страны: восемь раз становился чемпионом Франции, четырежды обладателем Кубка Франции и один раз одержал победу в Кубке лиги. Цвета клуба — жёлто-зелёные, из-за чего за командой закрепилось прозвище «канарейки».
В 1992 году, в связи с финансовыми трудностями и в рамках реструктуризации, клуб был переименован в «Нант Атлантик». Прежнее название было восстановлено перед началом сезона 2007/08.
Выступает в Лиге 1, высшем дивизионе в системе футбольных лиг Франции.

## История
Футбольный клуб «Нант» из одноимённого города был создан весной 1942 года, когда президент местного клуба «Меллине» Марсель Сопен инициировал объединение имевшихся в городе футбольных команд в один конкурентоспособный коллектив. В 1943 году «Нант» был заявлен как футбольный клуб, а через два года «зелёно-жёлтые» получили профессиональный статус. В сезоне 1944/45 клуб выиграл местный чемпионат и получил право играть в Лиге 2. На протяжении пятнадцати лет клуб играл без особых успехов, но в 60-х годах начали появляться первые результаты.
В 1960 году в клуб пришёл Хосе Аррибас, который проработал в команде до 1976 года. В первом же сезоне при Аррибасе команда завершила сезон на 11-м месте, в следующем — на шестом, а затем, в сезоне 1962/63, смогла получить путёвку в высшую лигу благодаря второму месту в Лиге 2. В Лиге 1 клуб сразу же занял достаточно хорошую позицию — восьмое место. Следующие два сезона после этого клуб смог два раза подряд стать чемпионом Франции. Также «Нант» выходил в финал Кубка Франции 1965/66, но проиграл «Страсбургу» со счётом 1:0. В сезоне 1965/66 клуб впервые выступил в Кубке европейских чемпионов, но первая попытка не удалась, команда проиграла белградскому «Партизану», а в следующем сезоне «Нанту» преградил путь непобедимый «Селтик», который в те годы был очень сильной командой.
После успешных сезонов клуб опустился до 10-го места к сезону 1968/69, хотя после удачного сезона клуб ещё пару раз занимал вторые места в первенстве. В сезоне 1969/70 «Нант» ещё раз проиграл финал Кубка Франции, причём крупно и позорно, на этот раз «Сент-Этьену» со счётом 5:0. В сезоне 1972/73 клуб снова проигрывает в финале Кубка Франции, но теперь «Лиону» со счётом 1:3. В этом же сезоне «Нант» выиграл чемпионат. В европейских кубках у клуба снова был провал.
По окончании сезона 1975/76 «Нант» покинул главный тренер Хосе Аррибас. Его место занял Жан Венсан, который был игроком «Реймса» в конце 50-х годов. В первый же свой год новый главный тренер завоёвывает с командой золотые медали чемпионата Франции 1976/77, опередив ближайшего конкурента на девять очков. В сезоне 1978/79 клуб наконец-то выиграл свой первый Кубок Франции, обыграв в финале «Осер» 4:1. В этом же сезоне команда осталась второй в чемпионате. В сезоне 1979/80 клуб снова становится чемпионом и доходит до полуфинала Кубка чемпионов. В то время «Нант» прошёл московское «Динамо» в четвертьфинале, уступив в полуфинале «Валенсии». По итогам сезона 1982/83 команда заняла шестое место, а главный тренер Жан Венсан был уволен за неудовлетворительные результаты.
На место Венсана пришёл Жан-Клод Сюодо, который уже в первый свой сезон сделал «Нант» чемпионом Франции с отрывом от второго места в 10 очков. Сюодо работал с «Нантом» до 1986 года, но больше не смог выиграть чемпионат, став два раза серебряным призёром. В сезоне 1982/83 клуб проиграл в финале Кубка Франции, уступив «Пари Сен-Жермену» со счётом 2:3. После ухода Сюодо клуб опустился в середину турнирной таблицы, и один раз вышел в финал кубка, который опять проиграл. В 90-е годы клуб снова возглавил Жан-Клод Сюодо и именно с ним «Нант» снова стал чемпионом Франции в сезоне 1994/95. В 90-х «канарейки» переиграли «Текстильщик» и «Ротор» в Кубке УЕФА, а в Лиге чемпионов прошли московский «Спартак»[значимость факта?].
В 1997 году клуб возглавил легендарный игрок «Нанта» Рейнальд Денуэкс, отыгравший здесь всю свою футбольную карьеру с 1966 по 1979 год. При Денуэксе были последние успехи «Нанта» на момент сезона 2021/22. Клуб смог выиграть два Кубка Франции подряд в 1999 и 2000 году. Сначала был переигран «Седан» со счётом 1:0, а на следующий сезон «Кале» со счётом 2:1. В сезоне 2000/01 клуб становится чемпионом Франции, но после удачного сезона Денуэкс ушёл из «Нанта» и команда скатилась на 10-ю строчку в таблице. Вскоре клуб начал бороться за выживание — все ведущие игроки покинули «Нант», который впервые в истории вылетел в Лигу 2 в сезоне 2006/07. Вернуться «Нант» смог сразу, но остаться надолго там не смог, обратно вылетев из Лиги 1 в сезоне 2008/09.
Четыре сезона «Нант», после своего вылета из высшего дивизиона, провёл в Лиге 2. Только после сезона 2012/13, где клуб смог занять третье место и вернуться в элиту. В сезоне 2014/15 «Нант» завершил чемпионат на 14-м месте. 23 мая 2019 года «Нант» сменил логотип клуба — на нём появилась буква «Н», которая представляет первую букву названия клуба. В 2022 году, минимально переиграв «Ниццу», команда стала обладателем Кубка Франции по футболу 2021/22. Таким образом, команда получила путёвку в групповой этап Лиги Европы 2022/23.
В сезоне 2023/24 Лиги 1 «Нант» занял 14-е место в турнирной таблице, всего на четыре очка оторвавшись от зоны вылета.

## Академия
«Нант» известен своей футбольной академией, которая наряду с академиями «Меца» и «Осера» является лучшей во Франции. В школе «Нанта» начинали играть такие футболисты, как Дидье Дешам, Марсель Десайи, Кристиан Карамбё, Клод Макелеле, Жереми Тулалан и другие.

## Стадион

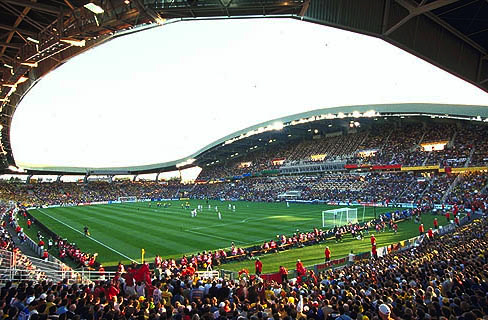
Стадион «Божуар-Луи Фонтено»

На момент сезона 2023/24 «Нант» проводил свои матчи на стадионе «Божуар-Луи Фонтено», часто называемым также просто «Божуар», построенный в 1984 году. В матче открытия 8 мая 1984 года «Нант» встретился в товарищеском матче со сборной Румынии. Первоначальная вместимость стадиона составляла 52 923 места. К чемпионату мира по футболу 1998 года стадион был перестроен и сейчас может вместить 38 285 человек.

## Дерби и ультрас
У клуба «Нанта» есть несколько главных дерби, это матчи с клубом «Ренн», противостояние с которым называется «Бретонским дерби». А также дерби с клубами «Брест», «Генгам», «Лорьян».

## Достижения

### Национальные титулы
Чемпионат Франции
- Чемпион (8): 1964/65, 1965/66, 1972/73, 1976/77, 1979/80, 1982/83, 1994/95, 2000/01
- Вице-чемпион (7): 1966/67, 1973/74, 1977/78, 1978/79, 1980/81, 1984/85, 1985/86

Кубок Франции
- Обладатель (4): 1978/79, 1998/99, 1999/2000, 2021/22
- Финалист (6): 1965/66, 1969/70, 1972/73, 1982/83, 1992/93, 2022/23

Суперкубок Франции
- Обладатель (3): 1965, 1999, 2001

Кубок Французской лиги
- Обладатель: 1964/65
- Финалист: 2003/04

### Международные титулы
Лига чемпионов УЕФА
- Полуфиналист: 1995/96

Кубок УЕФА
- Четвертьфиналист (2): 1985/86, 1994/95

Кубок обладателей кубков УЕФА
- Полуфиналист: 1979/80

Кубок Альп
- Обладатель: 1982

## Состав
| 1  | Франция        | Вр  | Альбан Ляфон                             | 1999 |  |  |  |  |  |
| 16 | Португалия     | Вр  | Антони Лопеш                             | 1990 |  |  |  |  |  |
| 30 | Швеция         | Вр  | Патрик Карлгрен                          | 1992 |  |  |  |  |  |
| 50 | Франция        | Вр  | Уго Барбе                                | 2001 |  |  |  |  |  |
|    |                |     |                                          |      |  |  |  |  |  |
| 3  | Франция        | Защ | Николя Козза (в аренде из «Вольфсбурга») | 1999 |  |  |  |  |  |
| 4  | Франция        | Защ | Николя Паллуа                            | 1987 |  |  |  |  |  |
| 11 | Флаг Гваделупы | Защ | Маркус Коко                              | 1996 |  |  |  |  |  |
| 18 | Франция        | Защ | Фабьен Сантонз                           | 1996 |  |  |  |  |  |
| 21 | Камерун        | Защ | Жан-Шарль Кастеллетто                    | 1995 |  |  |  |  |  |
| 24 | Гвинея         | Защ | Саиду Сов (в аренде из «Страсбура»)      | 2002 |  |  |  |  |  |
| 44 | Франция        | Защ | Натан Зезе                               | 2005 |  |  |  |  |  |
| 98 | Франция        | Защ | Келвин Амиан                             | 1998 |  |  |  |  |  |
|    |                |     |                                          |      |  |  |  |  |  |
| 5  | Испания        | ПЗ  | Педро Чиривелья (капитан)                | 1997 |  |  |  |  |  |

| 6  | Бразилия                         | ПЗ  | Дуглас Аугусто                           | 1997 |  |  |  |  |  |
| 8  | Франция                          | ПЗ  | Жоанн Лепенан (в аренде из «Лиона»)      | 2002 |  |  |  |  |  |
| 13 | Франция                          | ПЗ  | Франсис Коклен                           | 1991 |  |  |  |  |  |
| 25 | Франция                          | ПЗ  | Флоран Молле                             | 1991 |  |  |  |  |  |
| 59 | Франция                          | ПЗ  | Демен Ассумани                           | 2005 |  |  |  |  |  |
| 66 | Франция                          | ПЗ  | Луи Леру                                 | 2006 |  |  |  |  |  |
|    |                                  |     |                                          |      |  |  |  |  |  |
| 10 | Зимбабве                         | Нап | Тино Кадевере                            | 1996 |  |  |  |  |  |
| 22 | Уэльс                            | Нап | Сорба Томас (в аренде из «Хаддерсфилда») | 1999 |  |  |  |  |  |
| 27 | Нигерия                          | Нап | Мойзес Симон                             | 1995 |  |  |  |  |  |
| 31 | Египет                           | Нап | Мостафа Мохамед                          | 1997 |  |  |  |  |  |
| 39 | Франция                          | Нап | Маттис Аблин                             | 2003 |  |  |  |  |  |
| 62 | Гвинея                           | Нап | Эрба Гирасси                             | 2006 |  |  |  |  |  |
| —  | Демократическая Республика Конго | Нап | Мешак Элиа (в аренде из «Янг Бойз»)      | 1997 |  |  |  |  |  |

## Главные тренеры
- 1943—1946 Эме Нуич
- 1946—1949 Антон Рааб
- 1949—1951 Антуан Горьус
- 1951—1955 Эмиль Венант
- 1955—1956 Антон Рааб
- 1956 Станислас Стахо
- 1956—1959 Луис Дюпаль
- 1959—1960 Карел Михловский
- 1960—1976 Хосе Аррибас
- 1976—1982 Жан Венсан
- 1982—1986 Жан-Клод Сюодо
- 1988—1990 Мирослав Блажевич
- 1991—1997 Жан-Клод Сюодо
- 1997—2001 Рейнальд Денуэ
- 2001—2003 Анхель Маркос
- 2003—2004 Лоик Эмисс
- 2004—2006 Серж Ле Дизе
- 2006—2007 Жорж Эо
- 2007 Мишель Тер-Закарян и Яфет Н’Дорам
- 2007—2008 Мишель Тер-Закарян
- 2008 Кристиан Ларьеп
- 2008—2009 Эли Боп
- 2009 Гернот Рор
- 2009—2010 Жан-Марк Фурлан
- 2010—2011 Баптист Жентили
- 2011 Филипп Анзиани
- 2011—2012 Ландри Шовин
- 2012—2016 Мишель Тер-Закарян
- 2016 Рене Жирар
- 2016—2017 Сержиу Консейсау
- 2017—2018 Клаудио Раньери
- 2018 Мигель Кардозу
- 2018—2019 Вахид Халилходжич
- 2019—2020 Кристиан Гуркюфф
- 2020—2021 Раймон Доменек
- 2021—2023 Антуан Комбуаре
- 2023 Пьер Аристуй
- 2023—2024 Жослен Гурвеннек
- 2024—н. в. Антуан Комбуаре

## Лучшие бомбардиры клуба в Лиге 1
| №   | Игрок                       | Г   | М   |
| --- | --------------------------- | --- | --- |
| 1   | Бернар Бланше (1963—74)     | 111 | 356 |
| 2   | Филипп Гонде (1963—71)      | 98  | 194 |
| 3—4 | Жиль Рампильон (1971—82)    | 93  | 346 |
| 3—4 | Вахид Халилходжич (1981—86) | 93  | 163 |
| 5   | Люк Амисс (1973—90)         | 86  | 503 |
| 6   | Анри Мишель (1966—82)       | 81  | 532 |
| 7—8 | Эрик Пеку (1974—81)         | 73  | 156 |
| 7—8 | Жак Симон (1963—68)         | 73  | 156 |
| 9   | Яфет Н’Дорам (1990—97)      | 72  | 192 |
| 10  | Бруно Баронкелли (1975—87)  | 67  | 323 |

## Форма

### Домашняя
| 2008/09 | 2009/10 | 2010/11 | 2011/12 | 2012/13 | 2013/14 | 2014/15 | 2015/16 | 2016/17 | 2017/18 | 2018/19 |
| 2019/20 | 2020/21 | 2021/22 | 2022/23 | 2023/24 | 2024/25 | 2025/26 |         |         |         |         |

### Гостевая
| 2008/09 | 2009/10 | 2010/11 | 2011/12 | 2012/13 | 2013/14 | 2014/15 | 2015/16 | 2016/17 | 2017/18 | 2018/19 |
| 2019/20 | 2020/21 | 2021/22 | 2022/23 | 2023/24 | 2024/25 | 2025/26 |         |         |         |         |

### Резервная
| 2011/12 | 2013/14 | 2014/15 | 2022/23 |

Источники:,